# Cirolana crenata
Cirolana (Anopsilana) crenata là một loài chân đều trong họ Cirolanidae. Loài này được Bowman & Franz miêu tả khoa học năm 1982.